# Schleifersteg

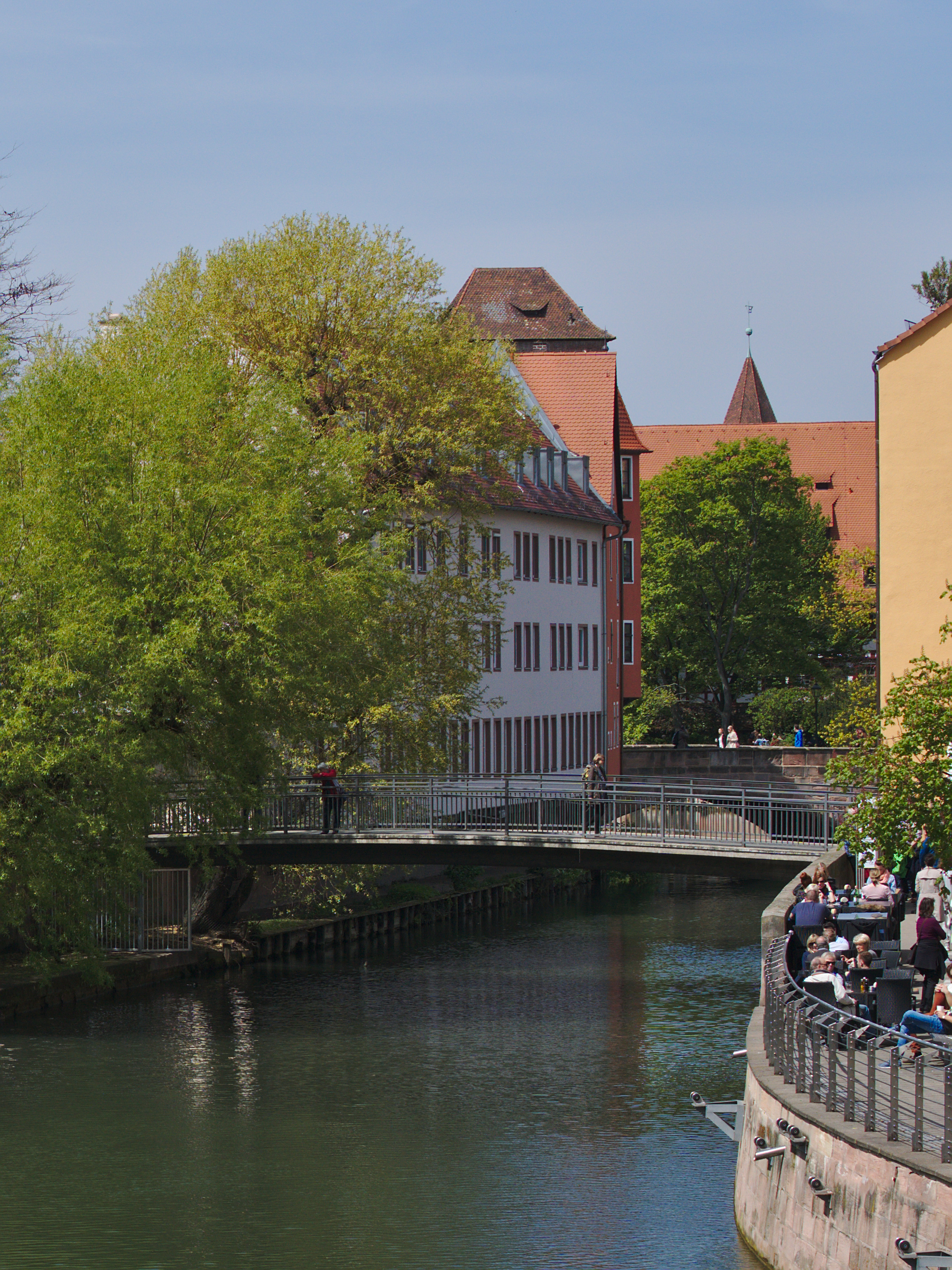
Der Schleifersteg, 2016

Der Schleifersteg ist eine Fußgängerbrücke über die Pegnitz in Nürnberg und verbindet die Trödelmarktinsel mit dem Platz An den Fleischbänken auf der Sebalder (nördlichen) Altstadtseite.

## Geschichte
Ursprünglich befand sich an dieser Stelle ein hölzerner Steg, der auch Pfannensteg genannt wurde. Er verband den damaligen Säumarkt (wie die Trödelmarktinsel wegen der dort gehandelten Schweine hieß) mit den Fleischbänken südwestlich des Hauptmarktes.
Nach dem Zweiten Weltkrieg errichtete man anstelle der alten Holzbrücke eine Stahlkonstruktion, die ihrerseits wiederum 1956 der heutigen Spannbetonbrücke wich.
Mit dem Namen „Schleifersteg“, der sich von den nahegelegenen Schleifmühlen ableitet, wurde zu reichsstädtischer Zeit aber auch ein weiterer Pegnitzübergang in Nürnberg bezeichnet. Dieser auch Katharinensteg genannte Holzsteg verband die Insel Schütt mit dem Südufer der Pegnitz, etwa auf Höhe der heutigen Fußgängerbrücke beim Multiplexkino Cinecittà. Er wurde bei einem Hochwasser im Jahr 1595 zerstört, jedoch wieder aufgebaut.